# NGC 196
NGC 196 (również PGC 2357, UGC 405 lub HCG 7B) – galaktyka soczewkowata (SB0), znajdująca się w gwiazdozbiorze Wieloryba. Została odkryta 28 grudnia 1790 roku przez Williama Herschela. Galaktyka ta należy do zwartej grupy Hickson 7.